# Tuscola (Illinois)
Tuscola település az Amerikai Egyesült Államok Illinois államában, Douglas megyében, melynek megyeszékhelye is. Lakosainak száma 4636 fő (2020. április 1.).

## Népesség
A település népességének változása:

| 2010 | 4 480 |
| 2020 | 4 636 |